# Capanna del Gesero
La capanna del Gesero è un rifugio alpino situato nel comune di Arbedo-Castione, nel Canton Ticino, nella valle di Arbedo nelle Alpi Lepontine, a 2.003 m s.l.m.
La nuova capanna, che sarà inaugurata nel 2022, si trova a Biscia (2.000 m s.l.m.) dispone di 32 posti letto (coordinate 730731/115445). 

## Storia
Fu inaugurata nel 1940 a Biscia, e ristrutturata nel 1958 sul Alpe di Gesero, 2021 nuova capanna a Biscia.

## Caratteristiche e informazioni
La capanna è disposta su un piano, con refettorio unico per un totale di 32 posti. Sono a disposizione piani di cottura sia a legna che a gas, completi di utensili di cucina. I servizi igienici e l'acqua corrente sono all'interno dell'edificio. Il riscaldamento è a legna. L'illuminazione è prodotta da pannelli solari. I posti letto sono suddivisi in 4 stanze.

## Accessi
- In auto sino alla capanna, se si dispone di un mezzo 4x4, a causa della strada accidentata.
- Carena 958 m - Carena è raggiungibile anche con i mezzi pubblici. - Tempo di percorrenza: 2,30 ore - Dislivello: 800 metri  - Difficoltà: T2
- Monti di Laura 1.372 m
- I monti di Laura sono raggiungibili anche con i mezzi pubblici - Tempo di percorrenza: 1,30 ore - Dislivello: 400 metri - Difficoltà: T1
- Arbedo 274 m - Arbedo è raggiungibile anche con i mezzi pubblici. - Tempo di percorrenza: 4,30 ore - Dislivello: 1.500 metri - Difficoltà: T1.

## Ascensioni
- Passo San Jorio (2.012 m) - Tempo di percorrenza: 2 ore - Dislivello: 250 metri  - Difficoltà: T2.

## Traversate
- Capanna Genzianella 1,30 ore
- Rifugio Giovo[1] (I) 2,30 ore
- Capanna Monte Bar 5 ore